# Essey-et-Maizerais

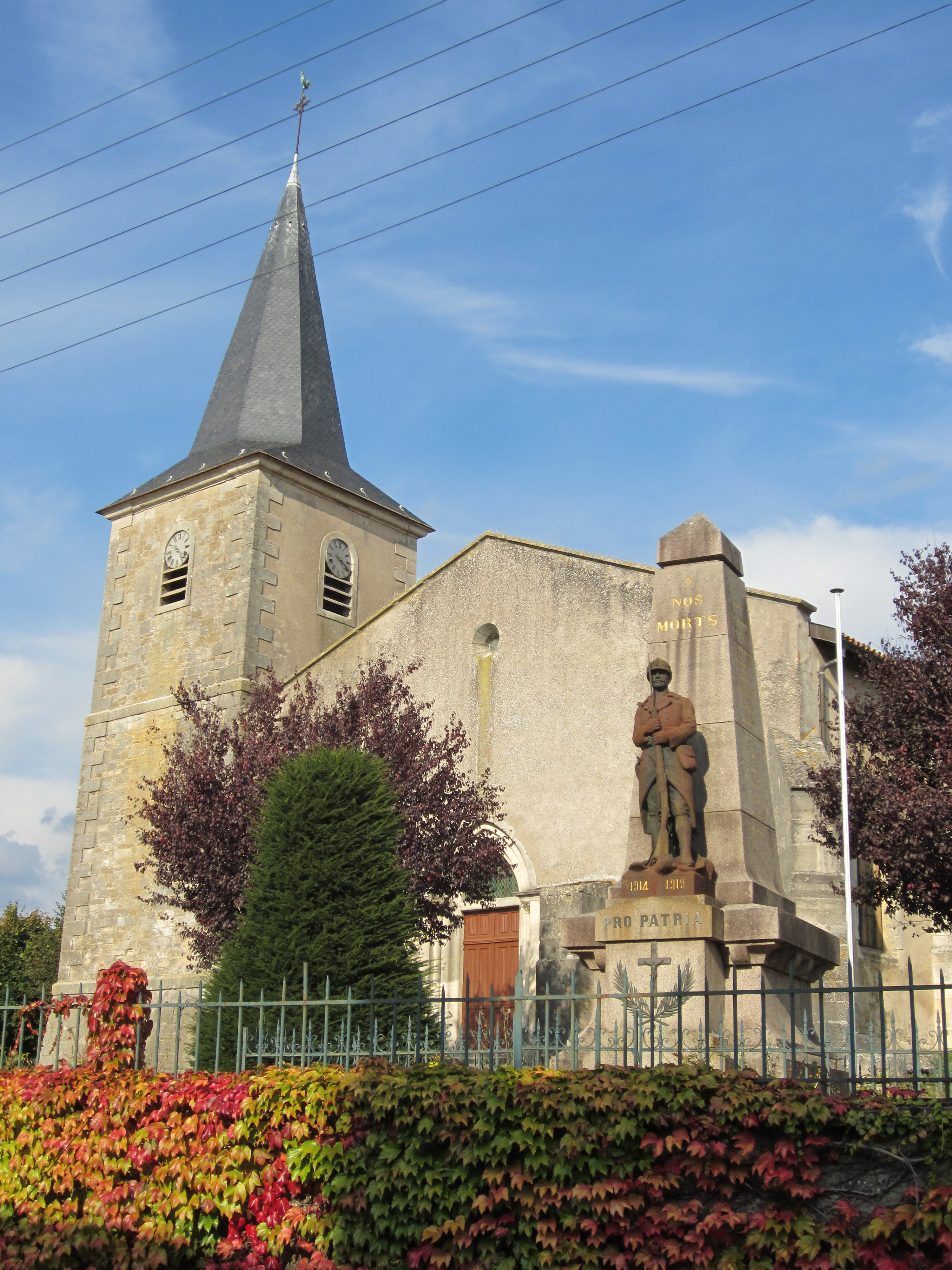
Kościół św. Marcina (2011)

Essey-et-Maizerais – miejscowość i gmina we Francji, w regionie Grand Est, w departamencie Meurthe i Mozela.
Według danych na rok 1990 gminę zamieszkiwały 284 osoby, a gęstość zaludnienia wynosiła 22 osób/km² (wśród 2335 gmin Lotaryngii Essey-et-Maizerais plasuje się na 765. miejscu pod względem liczby ludności, natomiast pod względem powierzchni na miejscu 427.).

## Populacja

Populacja Essey-et-Maizerais w latach 1962–2008